# Grande aiguille d'Ansabère
Pour les articles homonymes, voir Grande aiguille (homonymie).
La Grande aiguille d'Ansabère est située dans les Pyrénées-Atlantiques, en vallée d'Aspe dans la commune de Lescun. Elle est séparée du Grand Pic par une profonde brèche. L'aiguille d'Ansabère est située entièrement en territoire français, à quelques mètres de la frontière franco-espagnole.

## Histoire
Elle fut gravie par la face Ouest (depuis la brèche la séparant du pic) pour la première fois le 24 juin 1923 par Armand Calame qui se tua lors de la descente. Lucien Carrive, qui était avec lui, se tua lors de la montée, après une chute due à la rupture de la corde en chanvre.
Les premiers à y survivre furent Marcel Cames et Henri Sarthou le 27 juin 1927, mais ils n'empruntèrent pas la même voie. Pour cette ascension, ils fixèrent des barres de fer dans une fissure pour franchir un passage difficile (voie du Surplomb). Quatre mois plus tard, ils reprennent l'ascension et ouvrent une nouvelle voie, la « Cames-Sarthou ».
La première expédition de Cames et Sarthou a été préparée dans l'urgence, pour être faite avant celle prévue par Jean Arlaud (accompagné de P. Bourdieu, G. Fosset, C. Laffont, Garrigue, Dr. Lacq, Marsoo, A. Monegié) prévue pour le 3 juillet 1927. Elle aura effectivement lieu, par la voie nouvellement aménagée, dite « du surplomb ».
La Grande Aiguille fut vaincue par sa paroi orientale par Jean et Pierre Ravier avec Guy Santamaria par le dièdre Nord-Est les 12 et 13 août 1954. Cette grande paroi avait été tentée à de nombreuses reprises par deux rivaux des années 1930, Henri Barrio et François Cazalet.